# Craugastor vulcani
Espèce
Synonymes
- Eleutherodactylus vulcani Shannon & Werler, 1955

Statut de conservation UICN

 EN B1ab(iii) : En danger
Craugastor vulcani est une espèce d'amphibiens de la famille des Craugastoridae.

## Répartition
Cette espèce est endémique de l'État de Veracruz au Mexique. Elle se rencontre de 400 à 1 200 m d'altitude dans la sierra de los Tuxtlas.

## Publication originale
- Shannon & Werler, 1955 : Notes on amphibians of the Los Tuxtlas. Range of Veracruz Mexico. Transactions of the Kansas Academy of Science, vol. 58, p. 360–386.